# Государственный музей искусств имени И. В. Савицкого
Госуда́рственный музе́й иску́сств и́мени И. В. Сави́цкого (сокращённо Каракалпакский государственный музей искусств, Нукусский художественный музей) (каракалп. I.V. Savickiy atındaǵı Qaraqalpaqstan kórkem-óner muzeyi) — один из крупнейших художественных музеев в Узбекистане. Музей знаменит своей коллекцией произведений русского авангарда, являющейся крупнейшей за пределами России.

## История
После переезда из Москвы в Нукус Игорь Савицкий активно участвовал в археологических исследованиях и этнографии каракалпаков, а также собирал коллекцию этнографического материала по Каракалпакии. Параллельно с этим Савицкий увлекался коллекционированием произведений авангарда, запрещёнными при советском политическом режиме. Таким образом ему удалось собрать большое количество художественных произведений, которые стали основой для создания музея. Будучи увлечённым живописью, Савицкий занимался с каракалпакскими художниками. Общение в художественной среде натолкнуло его на мысль о создании музея искусств. В 1966 году Игорь Савицкий убедил власти города в необходимости создания подобного музея. В этом же году власти города выделили для музея здание. Став директором, Савицкий за свой счет провёл ремонт здания и начал формировать коллекцию, покупая произведений непризнанных и малоизвестных художников.
Одними из первых авторов, чьи произведения попали в музей, были: А. Исупов, Л. Крамаренко, Н. Ульянов, Р. Фальк, М. Волошин, Р. Мазель, А. Волков, М. Курзин, Н. Карахан, У. Тансыкбаев, В. Уфимцев, В. Мидлер и другие.
Всего за несколько лет Савицкому удалось собрать в музее одну из наиболее полных коллекций изобразительного искусства русского и туркестанского авангарда, одну из наиболее значимых коллекций декоративно-прикладного искусства Каракалпакии и уникальную коллекцию археологических экспонатов Древнего Хорезма.
В 1984 году И. В. Савицкий умер, и директором музея стала Мариника Маратовна Бабаназарова — дочь каракалпакского ученого М. Нурмухамедова, друга И. В. Савицкого.
В сентябре 2003 года музей переехал в новое трехэтажное здание, оборудованное международными организациями в соответствии с современными требованиями хранения и экспонирования музейных предметов.
В декабре 2010 года в Государственном музее Востока прошла презентация документального фильма «Жемчужина Узбекистана», посвященного И. А. Савицкому и Государственному музею искусств, названному в его честь.
В 2015 году Бабаназарову обвинили в исчезновении произведений из фондов музея. Этому предшествовали скандальные истории с пропажей картин из государственных музеев Узбекистана, которые якобы всплывали в частных коллекциях. Однако ни одна из проверок фактов кражи не выявила, но Бабаназарову все равно уволили, что вызвало недоумение и беспокойство за коллекцию в мировом культурном сообществе. В феврале 2016-го пост директора занял Максет Карлыбаев, ранее возглавлявший НИИ гуманитарных наук Каракалпакского отделения Академии наук Узбекистана.
В 2016 году Всемирное общество по изучению, сохранению и популяризации культурного наследия Узбекистана при участии председателя попечительского совета Бахтиера Фазылова, председателя научного совета Эдварда Ртвеладзе, а также председателя правления Всемирного общества и руководителя проекта «Культурное наследие Узбекистана» Фирдавса Абдухаликова начало работу над книгой-альбомом о коллекции Музея искусств имени Савицкого из серии «Культурное наследие Узбекистана в собраниях мира». В написании статей приняли участие Фирдавс Абдухаликов, Камола Акилова, Мариника Бабаназарова, а также на тот момент директор Музея Максет Карлыбаев. Книга-альбом была презентована в 2017 году на I Международном научно-культурном конгрессе «Культурное наследие Узбекистана — путь к диалогу между народами и странами», который прошел в Ташкенте и Самарканде. Также был снят фильм о коллекции музея.
В февраля 2017 года музей возглавила Гульбахар Изентаева, дочь художника Жоллыбая Изентаева, в прошлом председателя Каракалпакского отделения Академии художеств Узбекистана.
В июле 2018 года в Музее произошло внезапное включение противопожарной системы. Прорвался спринклер (ороситель), и в результате картина авангардиста Александра Шевченко «Баба с ведрами» 1914 года на протяжении шести часов была залита водой. Реставрацией картины занялись специалисты из Москвы.
В начале 2019 года Изентаева, на которую возложили вину за порчу картины, была уволена, а Фонд развития культуры и искусства Узбекистана объявил конкурс на должность директора Музея.
В июле 2019 года Тигран Мкртычев стал победителем международного конкурса на замещение должности директора Музея. Бабаназарова поддержала кандидатуру Мкртычева и заявила о том, что довольна новым назначением. Мкртычев приступил к обязанностям на посту директора Музея в январе 2021 года и закончил их в декабре 2024 года.

В 2022 году Мкртычев заявил, что археологический комплекс древних сооружений Миздахкан станет филиалом Музея и туристическим памятником под открытом небом. Также было объявлено о реконструкции первого корпуса и строительстве четвертого и пятого корпусов Музея.

## Музейное собрание
Собрание музея содержит более 90 000 экспонатов и хронологически охватывает более четырёх тысячелетий. Среди них предметы народного декоративно-прикладного искусства Каракалпакстана и искусства Древнего Хорезма, произведения русского авангарда, картины узбекистанских художников, в том числе первого узбекистанского художника Урала Тансыкбаева (41 произведение). В музейном собрании также имеется несколько копий экспонатов Лувра.

### Археологическая коллекция
Археологическая коллекция насчитывает свыше 9 тыс. единиц хранения (9134) в основном и 32 тыс. 579 единиц хранения в научно-вспомогательном фондах. В ее состав входят художественные и бытовые изделия из керамики, ганча, камня, кости, дерева, металла, стекла, кожи и тканей. Среди них оссуарии, скульптурные изображения, фрагменты настенной живописи, архитектурные украшения (капители и фигурные основания колонн, поливные изразцы, разные виды гончарных изделий, всевозможные ювелирные украшения, отдельные образцы стрелкового оружия, а также обширное собрание серебряных и медных монет III—XVIII вв.

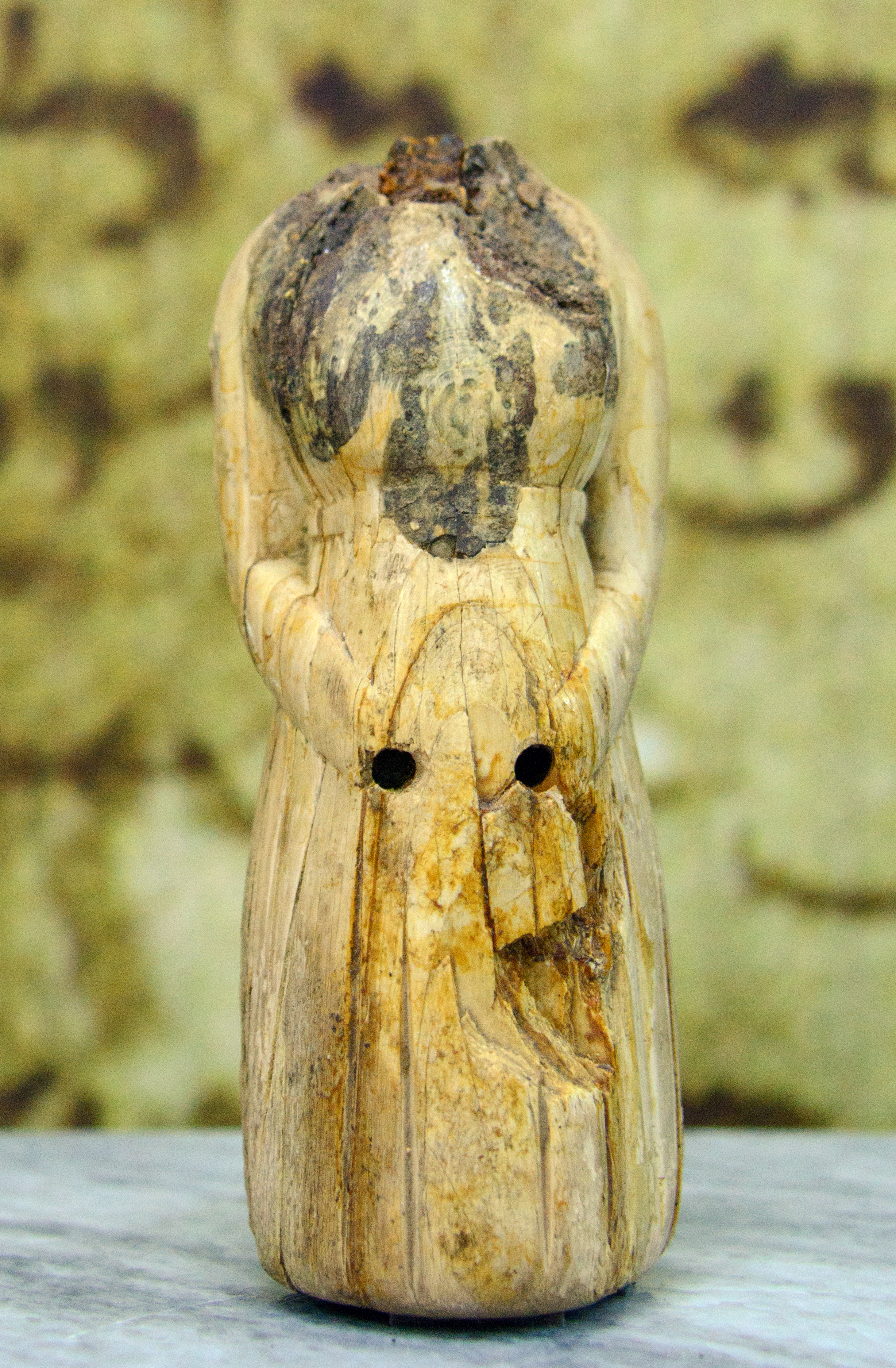
Костяная фигурка богини. II — VI вв. н.э.
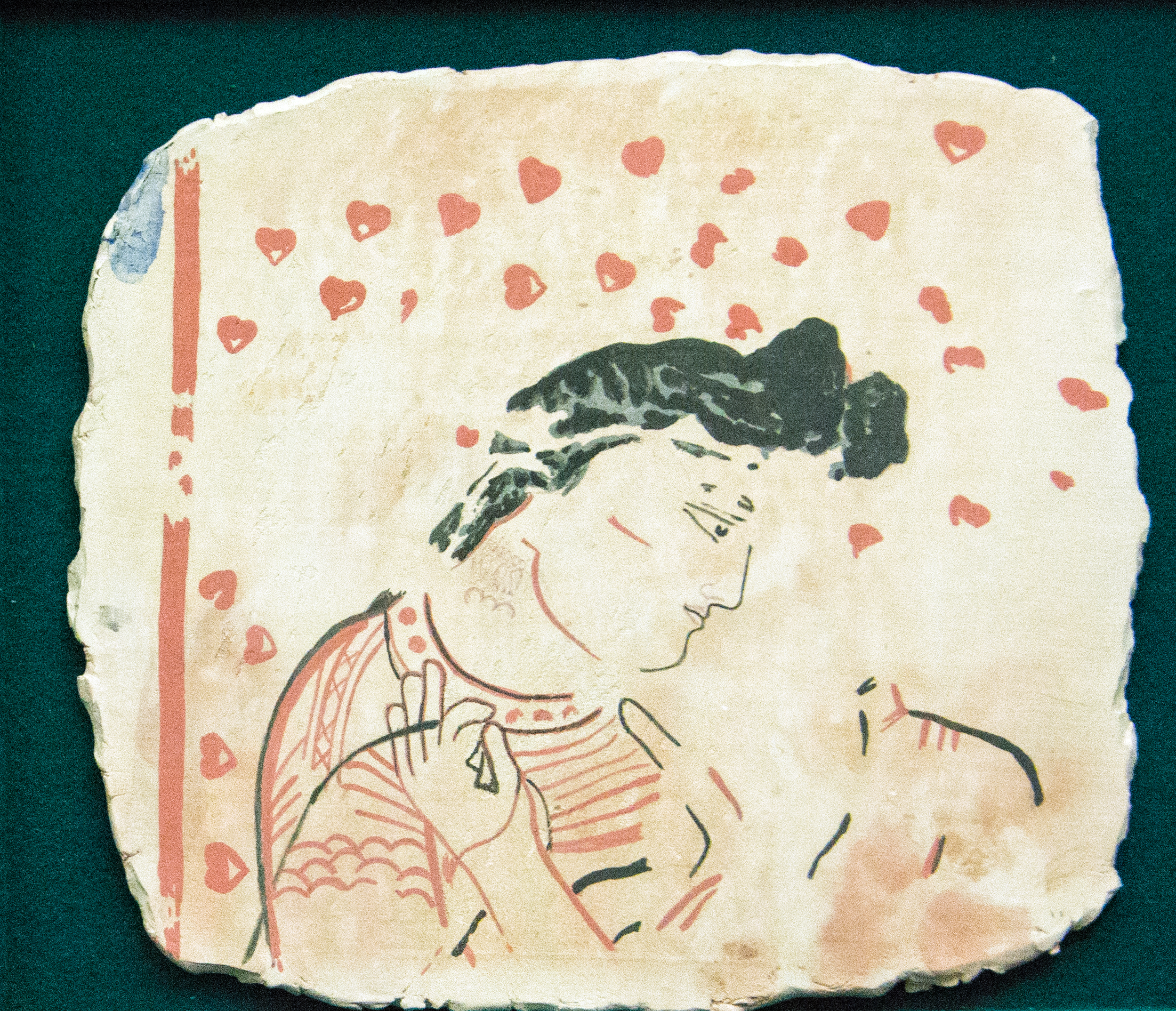
Фрагмент монументальной живописи с изображением женщины. II — VI вв. н.э.
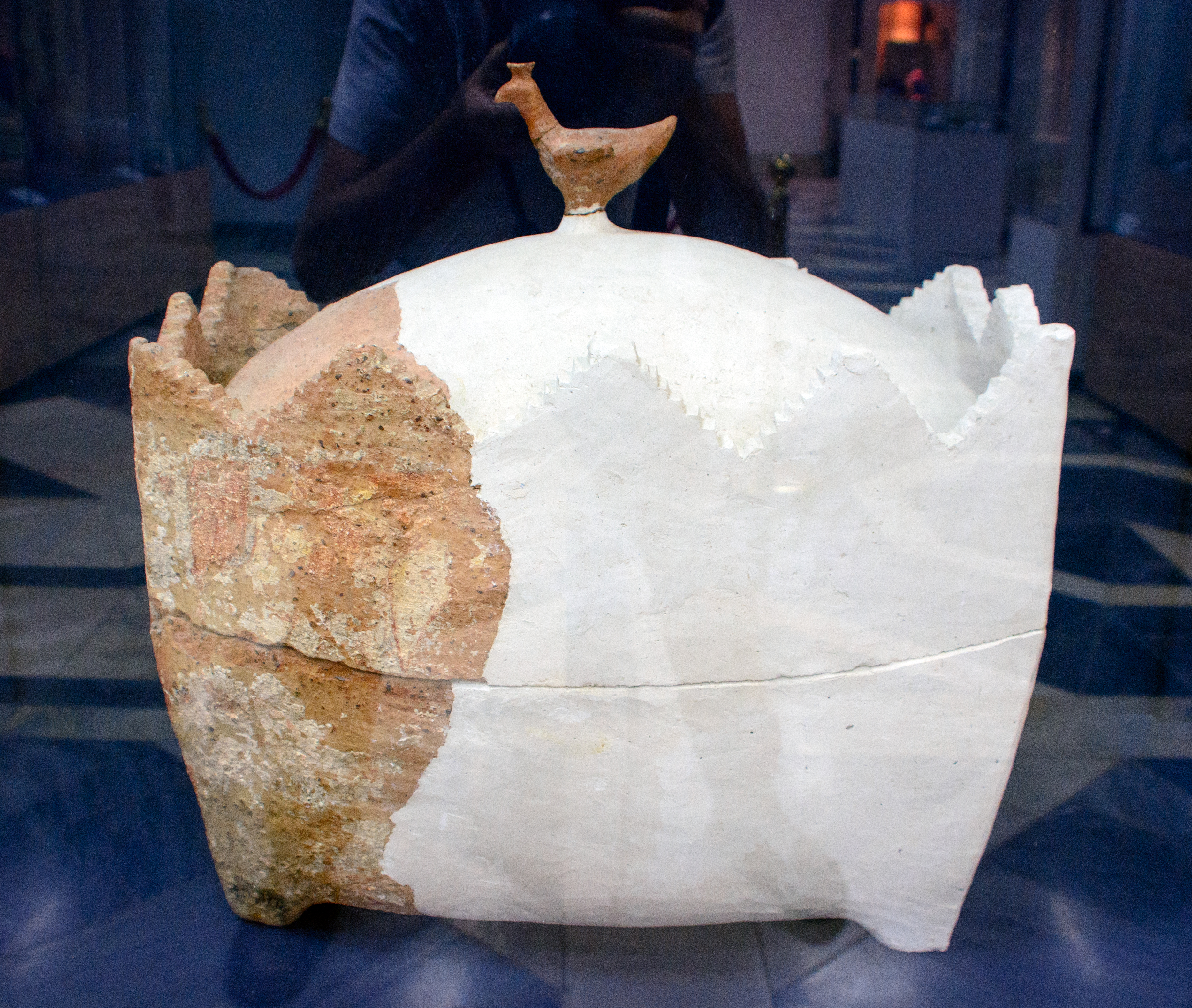
Зороастрийский оссуарий. Каракалпакстан, Дахма Чилпык («башня молчания»), I в. до н.э. — I в. н.э.
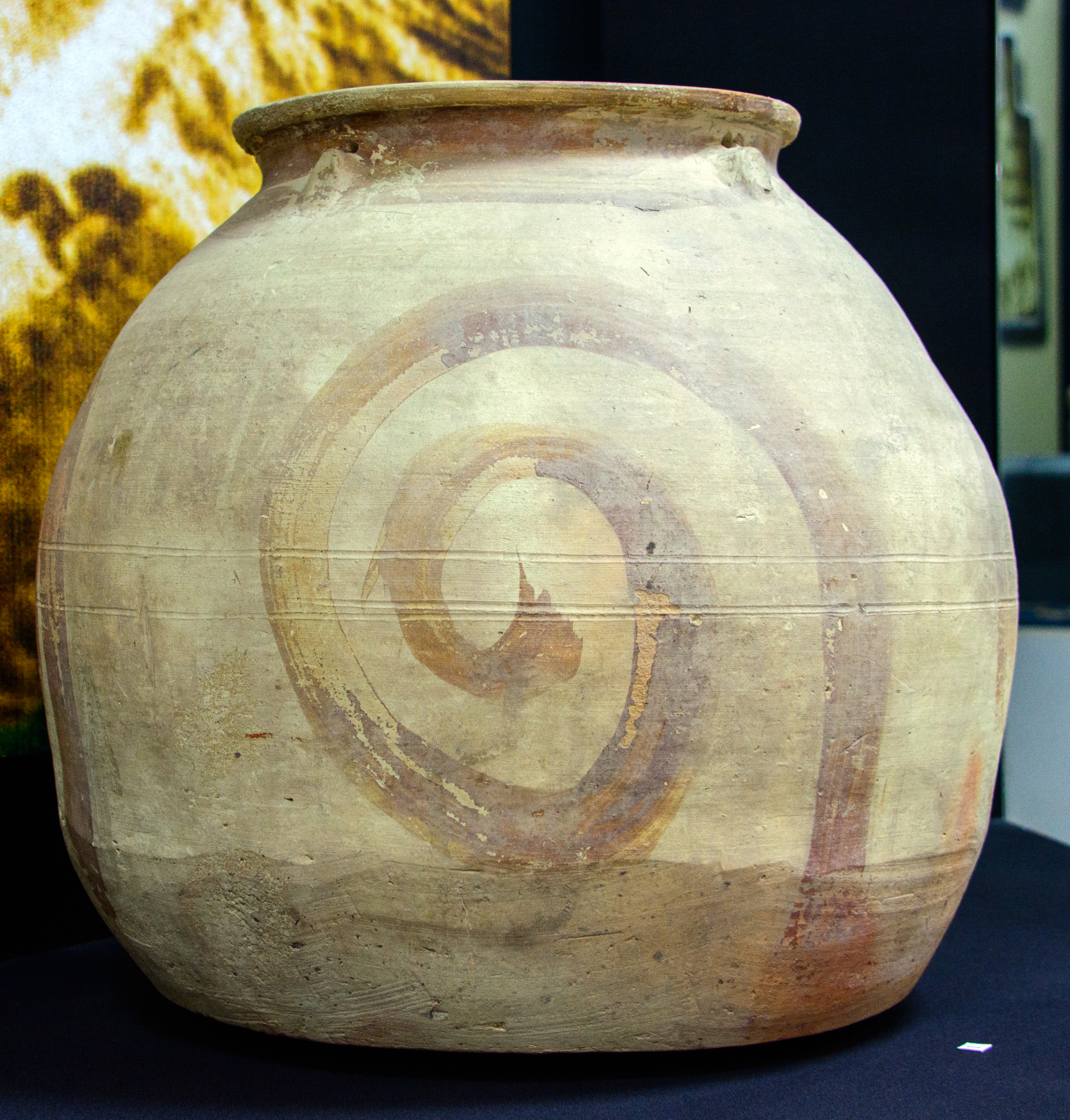
Красноглиняный горшок. Каракалпакстан, Турткульский район, Джамбаскала.

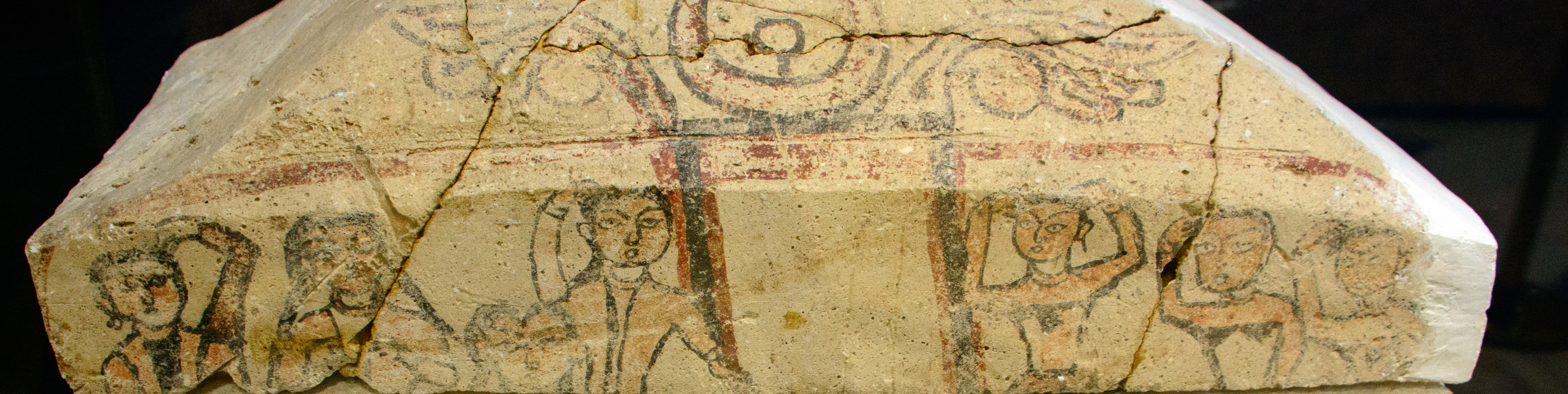
Крышка оссуария. Каракалпакстан, некрополь Ток-кала, VII — VIII вв. н.э.

### Коллекция русского авангарда
Коллекция произведений русского авангарда является третьей в мире по объему после коллекции Государственного Русского музея в Санкт-Петербурге и коллекции Новой Третьяковки в Москве. В коллекции музея хранятся произведения следующих русских художников:
- Алексей Бабичев (1)
- Людмила Бакулина (7)
- Ростислав Барто (2)
- Павел Беньков (4)
- Константин Богаевский (1)
- Сергей Богданов (9)
- Надежда Боровая (14)
- Лев Бруни (3)
- Давид Бурлюк (1)
- Лев Бурэ (1)
- Николай Витинг (6)
- Михаил Вогман (1)
- Александр Волков (46)
- Максимилиан Волошин (5)
- Лев Гальперин (1)
- Павел Ган (3)
- Анна Глаголева-Ульянова (4)
- Борис Голополосов (3)
- Николай Григорьев (5)
- Дмитрий Гриневич (6)
- Василий Денисов (6)
- Евгений Егоров (2)
- Еремян, Варшам Никитич (4)
- Ефросинья Ермилова-Платова (18)
- Александр Ермоленко (4)
- Георгий Ечеистов (12)
- Лев Жегин (16)
- Иван Захаров (6)
- Екатерина Зернова (2)
- Григорий Зимин (12)
- Константин Истомин (4)
- Алексей Исупов (1)
- Валерий Каптерев (1)
- Николай Карахан (31)
- Надежда Кашина (14)
- Зинаида Ковалевская (5)
- Александр Козлов (3)
- Николай Козочкин (3)
- Сергей Колыбанов (4)
- Владимир Комаровский (3)
- Елена Коровай (24)
- Иван Кудряшов (15)
- Михаил Кузнецов (1)
- Николай Кузнецов (2)
- Павел Кузнецов (2)
- Александр Куприн (1)
- Михаил Курзин (45)
- Михаил Ле-Дантю (3)
- Анатолий Лебедев-Шуйский (1)
- Ева Левина-Розенгольц (1)
- Дмитрий Лопатников (4)
- Сергей Луппов (9)
- Василий (Евгений) Лысенко (4)
- Илья (Рувим) Мазель (46)
- Валентина Маркова (12)
- Виктор Мидлер (2)
- Владимир Милашевский (1)
- Василий Милиоти (1)
- Пётр Митурич (2)
- Алексей Моргунов (9)
- Елена Нагаевская (2)
- Михаил Недбайло (2)
- Мария Нестерова (2)
- Георгий Никитин (2)
- Александр Николаев (Усто Мумин) (16)
- Соломон Никритин (11)
- Максим Новиков (4)
- Амшей Нюренберг (около 60)
- Александр Осмёркин (4)
- Вера Пестель (5)
- Алексей Подковыров (2)
- Александр Поманский (4)
- Любовь Попова (7)
- Алиса Порет (7)
- Николай Прокошев (2)
- Вера Пшесецкая (1)
- Юлия Разумовская (1)
- Климент Редько (22)
- Михаил Родионов (1)
- Василий Рождественский (10)
- Владимир Рождественский (5)
- Сергей Романович (5)
- Самуил Рубашкин (3)
- Алексей Рыбников (5)
- Борис Рыбченков (6)
- Игорь Савицкий (44)
- Александр Сардан (2)
- Варвара Сафонова (2)
- Нина Симонович-Ефимова (5)
- Мария Синякова-Уречина (3)
- Борис Смирнов-Русецкий (4)
- Пётр Соколов (24)
- Михаил Соколов (38)
- Антонина Софронова (11)
- Аркадий Ставровский (7)
- Павел Суриков (2)
- Константин Суряев (6)
- Борис Такке (1)
- Николай Тарасов (30)
- Оганес Татевосян (6)
- Соломон Телингатер (6)
- Владимир Тимирёв (2)
- Владимир Тягунов (1)
- Николай Ульянов (10)
- Виктор Уфимцев (41)
- Роберт Фальк (9)
- Пётр Фатеев (2)
- Михаил Филиппович (1)
- Василий Хвостенко (2)
- Василий Чекрыгин (28)
- Даниил Черкес (5)
- Николай Чернышёв (3)
- Александр Шевченко (32)
- Михаил Шемякин (2)
- Сергей Шиголев (4)
- Ирина Штанге (3)
- Давид Штеренберг (1)
- Анатолий Шугрин (1)
- Василий Шухаев (11)
- Павел Щеголев (1)
- Юрий Щукин (11)
- Валентин Юстицкий (3)
- Александр Яковлев (1)

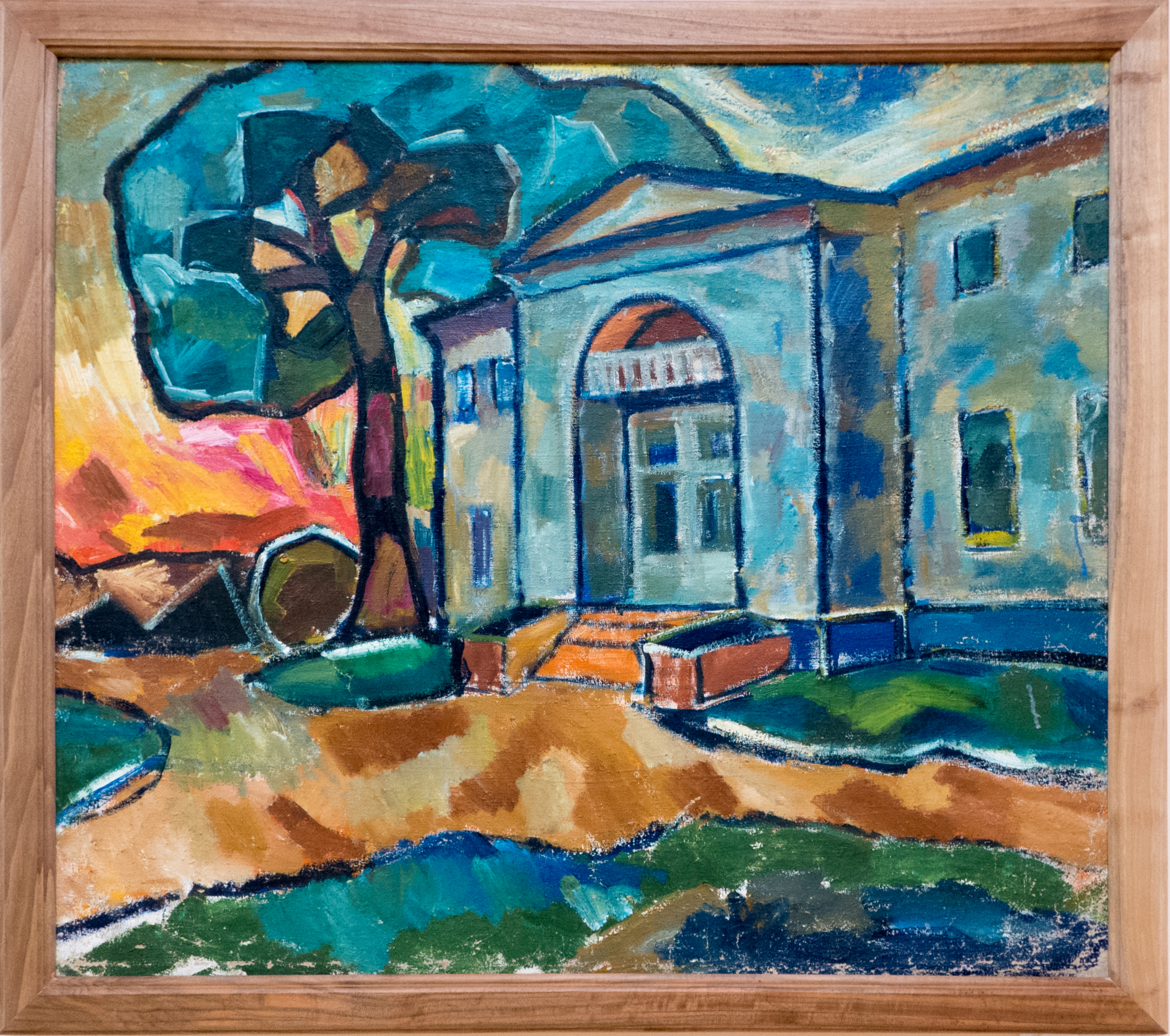
Алексей Моргунов. «Кузьминки. Флигель господского дома». Российская империя, усадьба Кузьминки, 1911 г.
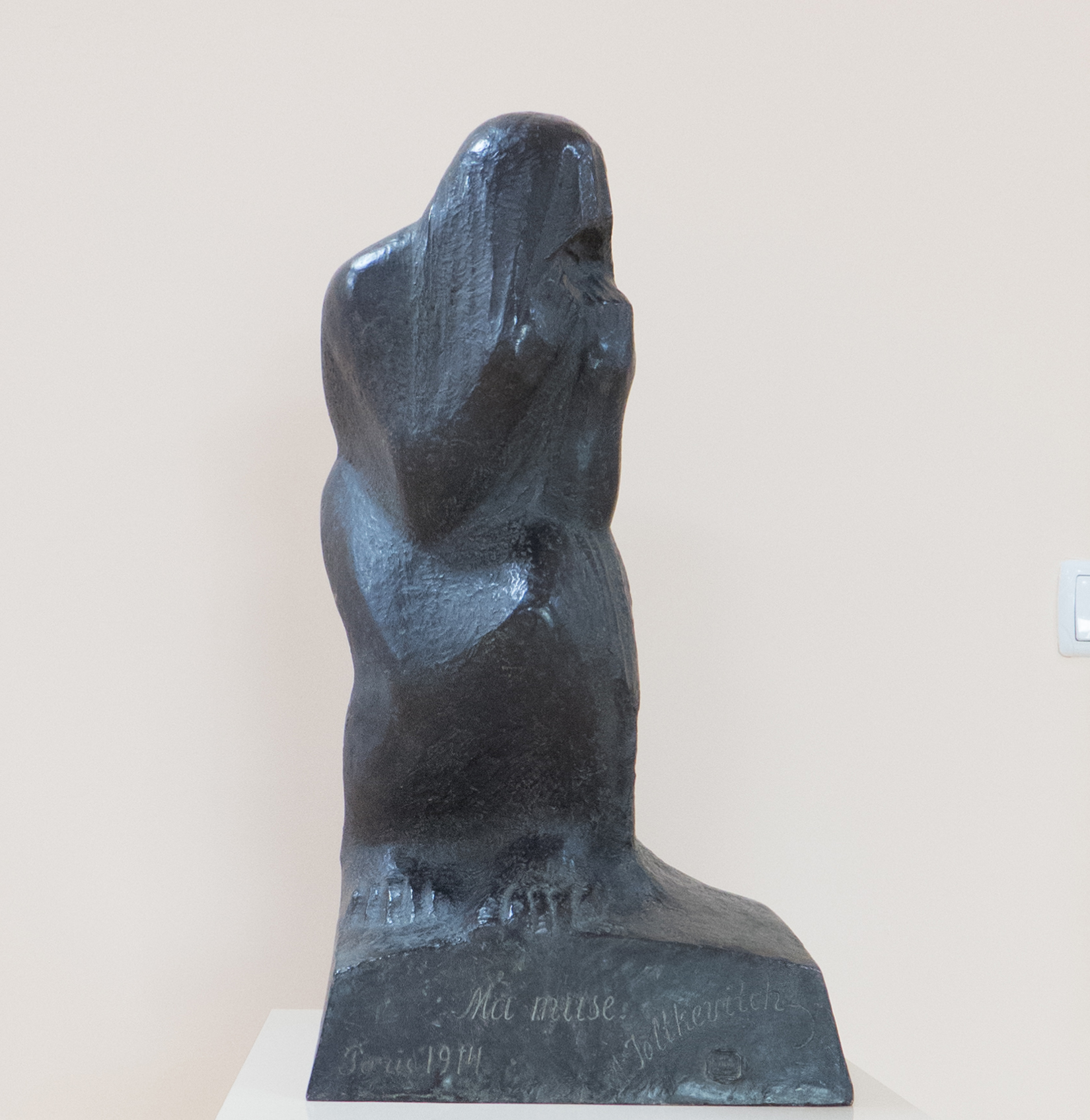
Александр Жолткевич. «Моя муза». Франция, Париж, 1914 г.
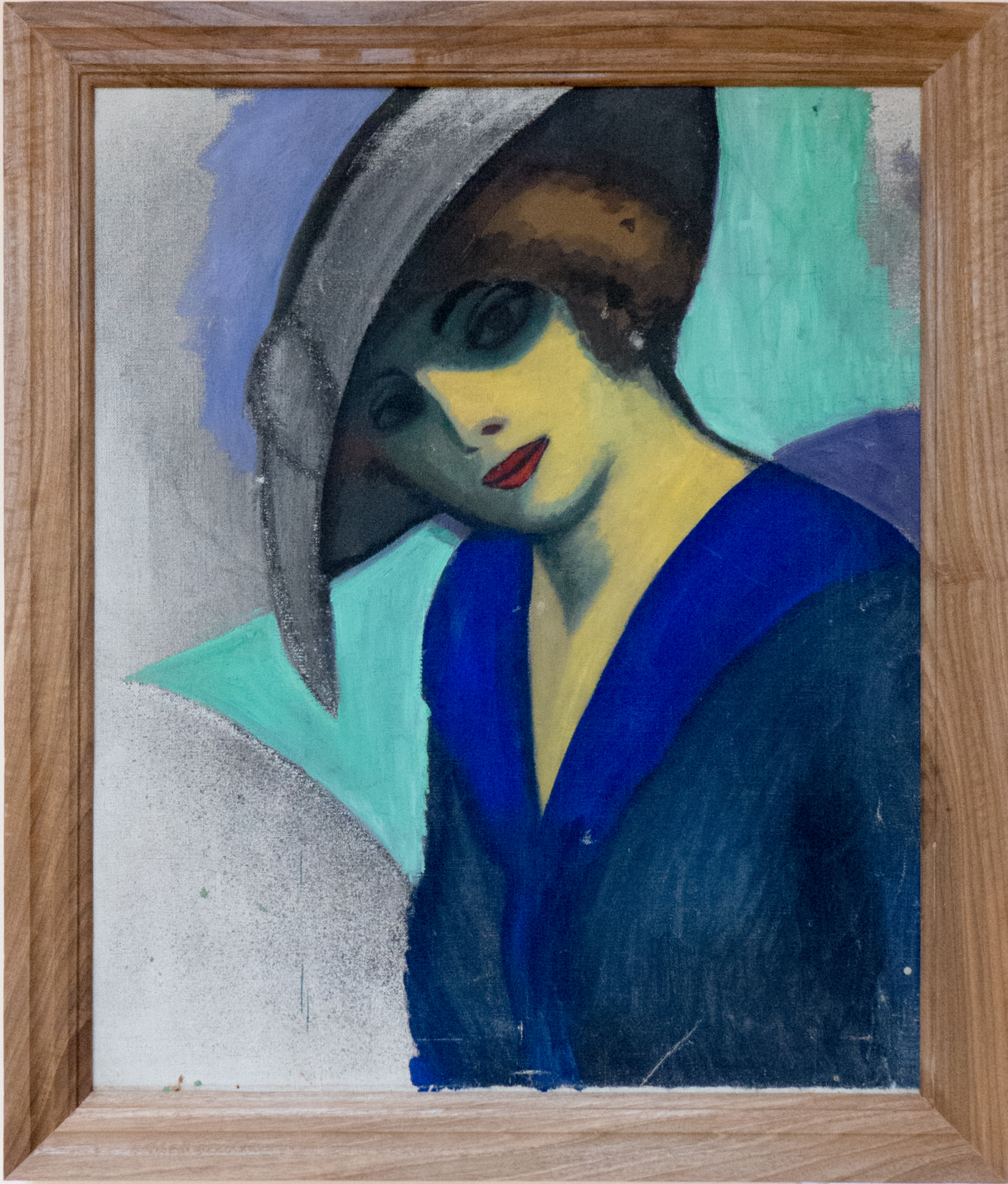
Николай Кузнецов. «Женская голова». Российская империя, Москва, 1916 г.
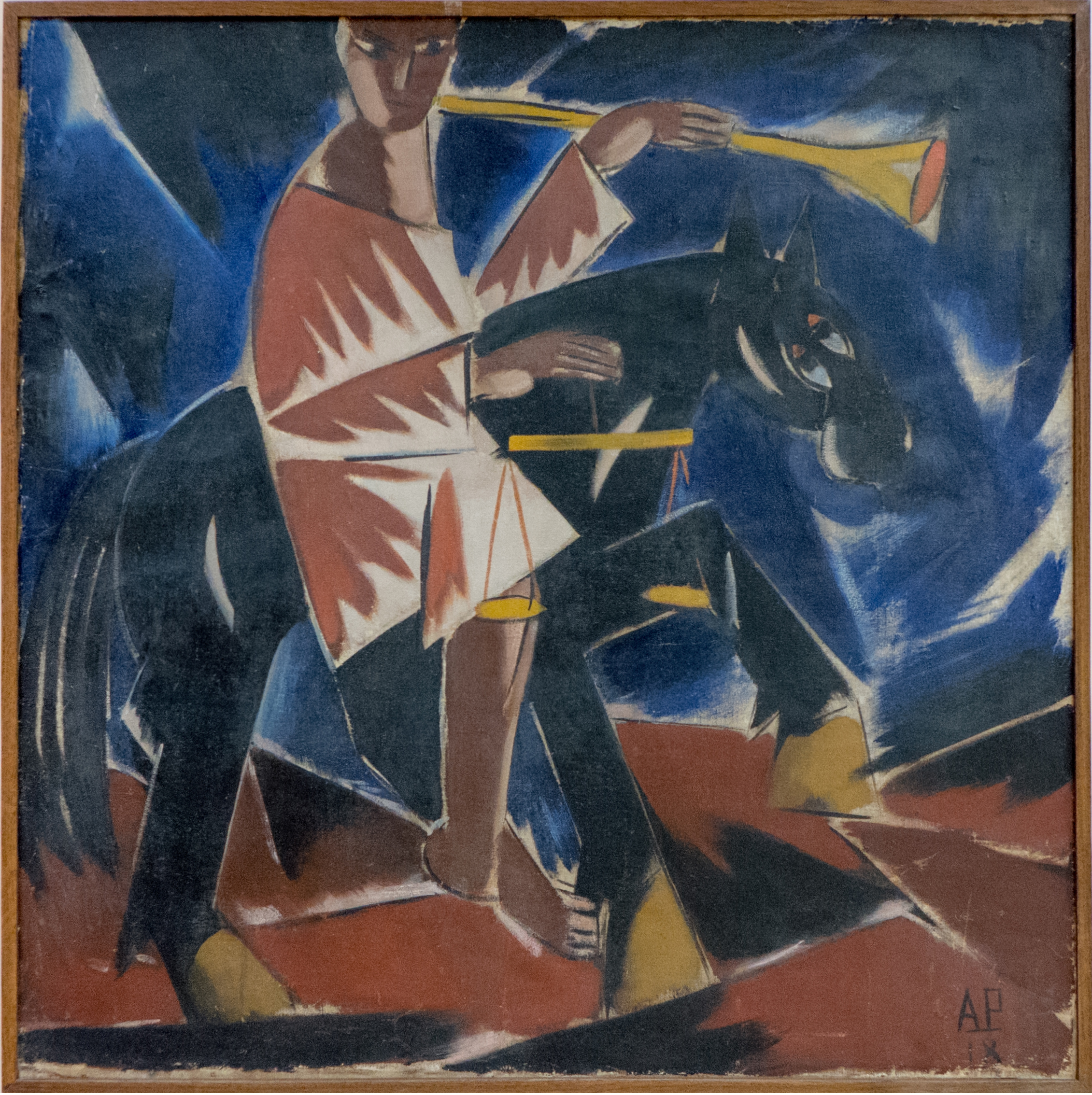
Алексей Рыбников. «Апокалипсис». СССР, РСФСР, Москва, 1918 г.
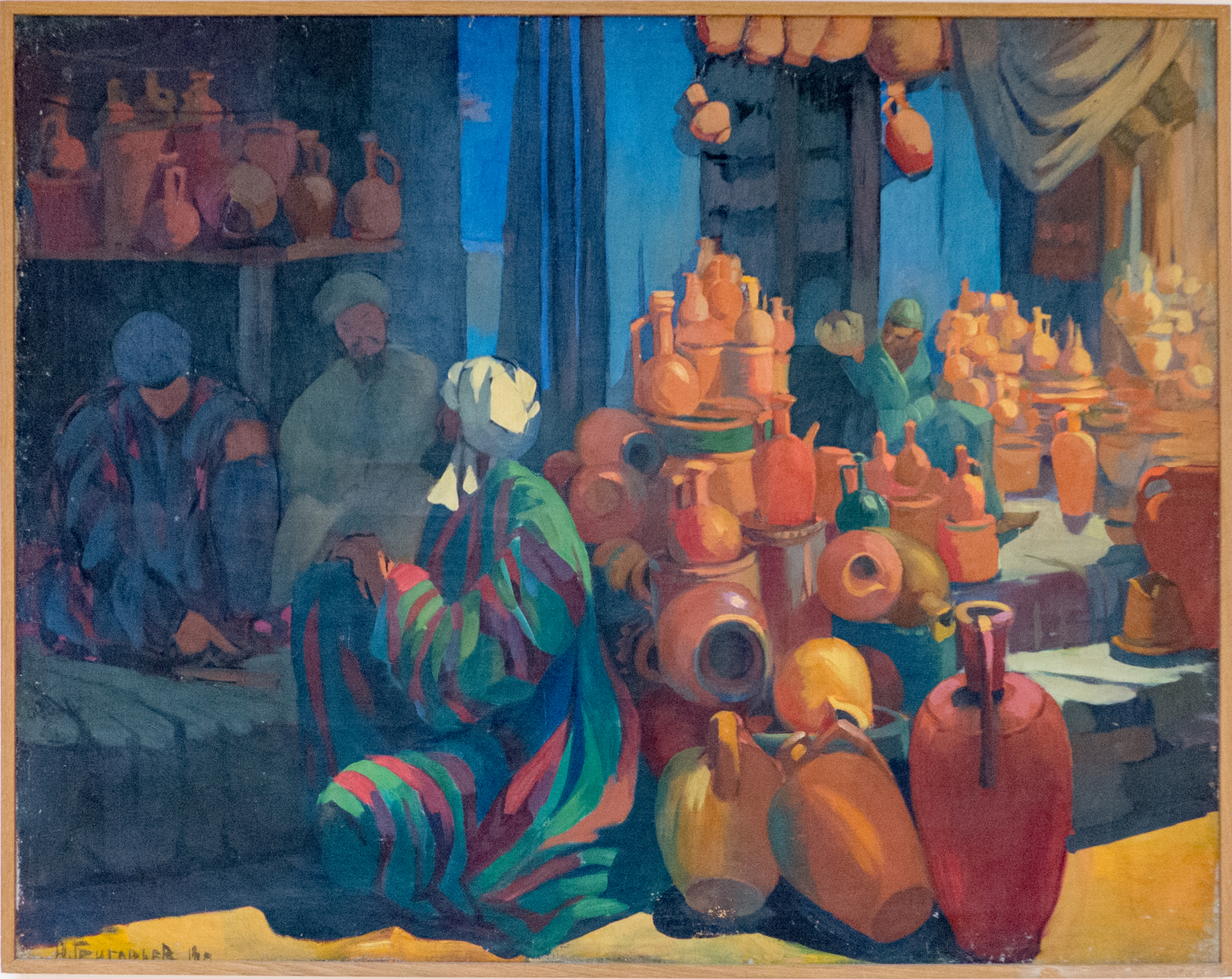
Николай Григорьев. «Гончарные лавки в Самарканде». СССР, Туркестанская АССР, Самарканд, 1918 г.
Сергей Луппов. «Траур». СССР, РСФСР, Вятская губерния, Слободской, 1919 г.
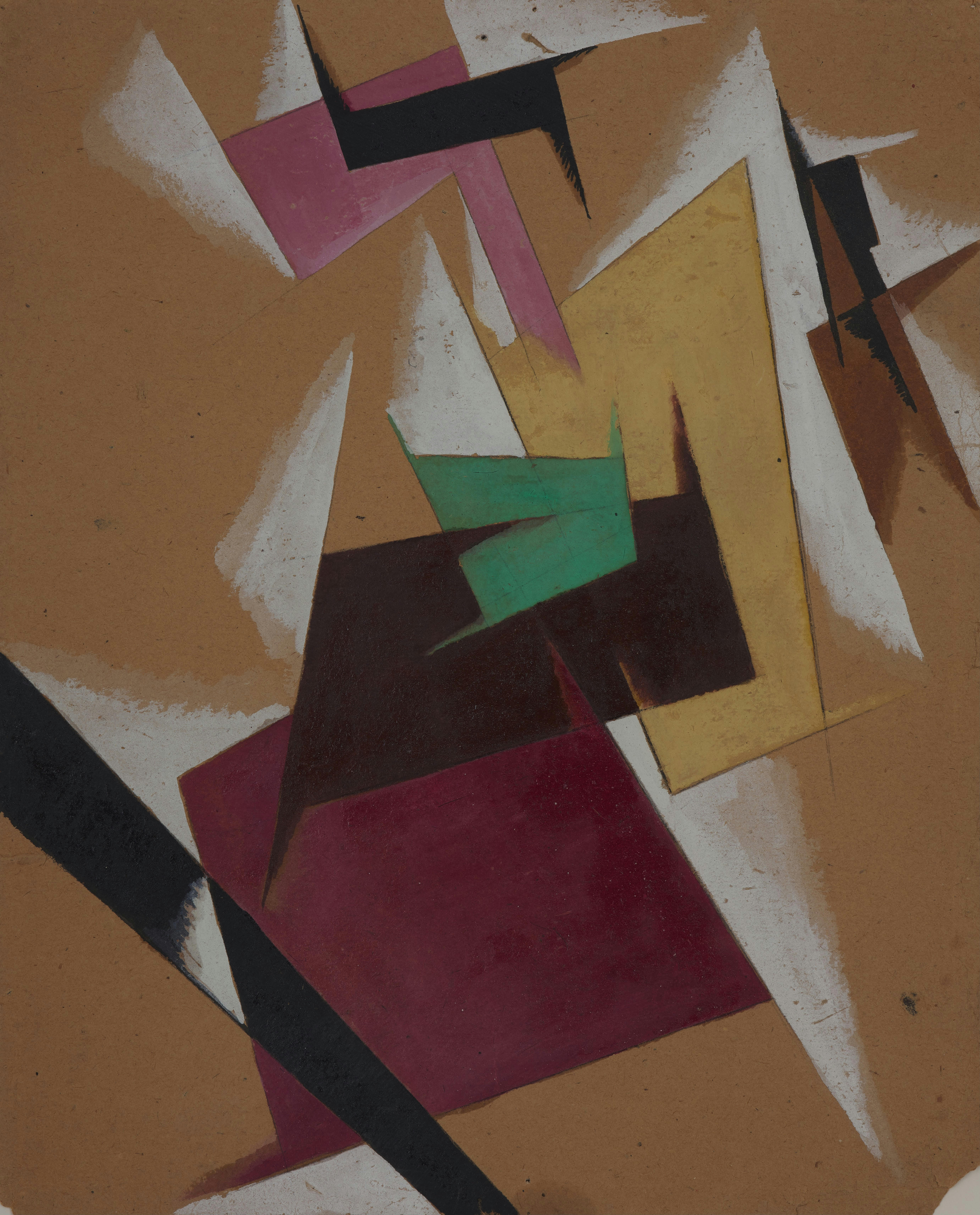
Любовь Попова. «Композиция». СССР, РСФСР, Москва, 1921 г.
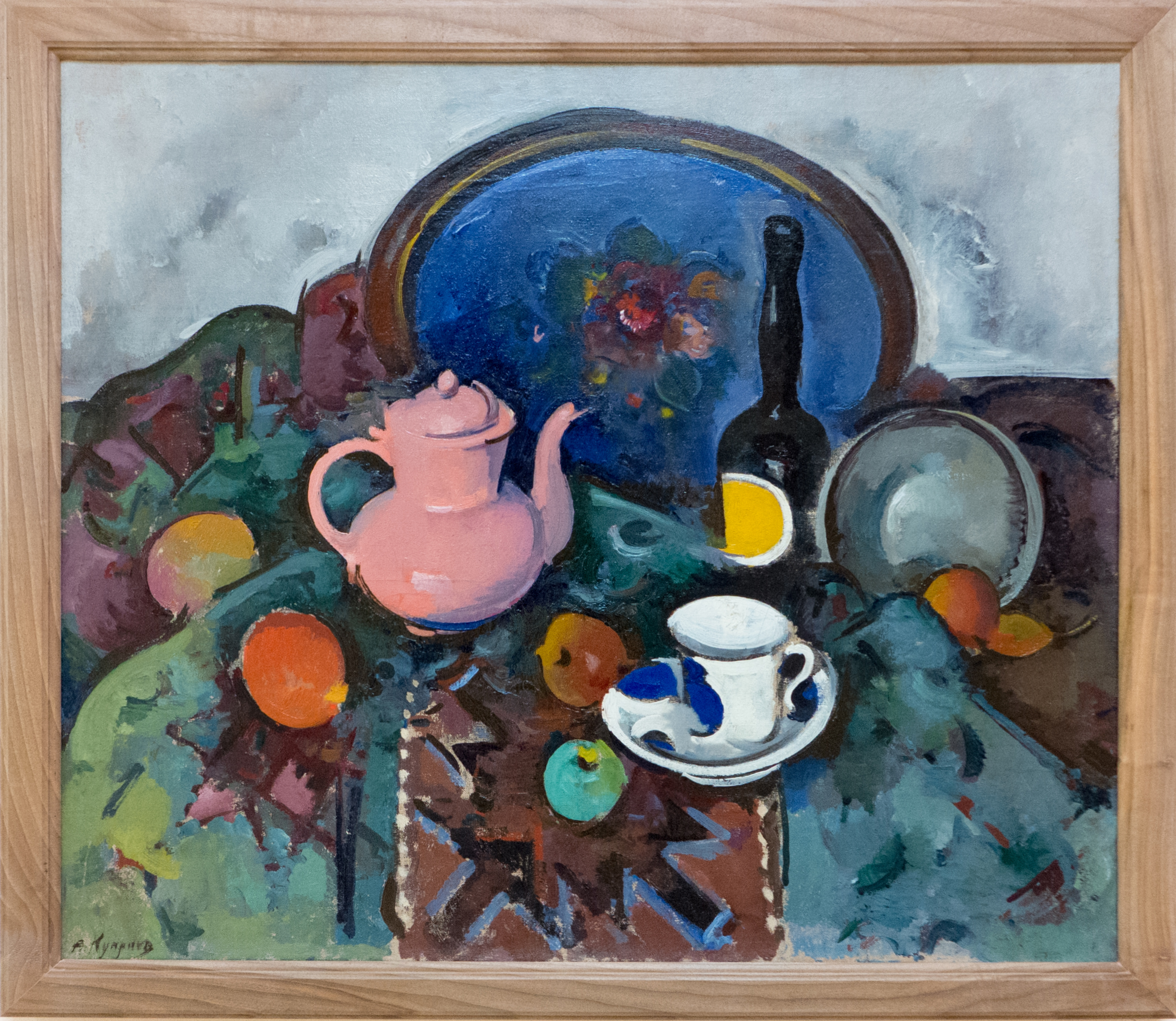
Александр Куприн. «Натюрморт с розовым чайником». СССР, РСФСР, 1921 г.
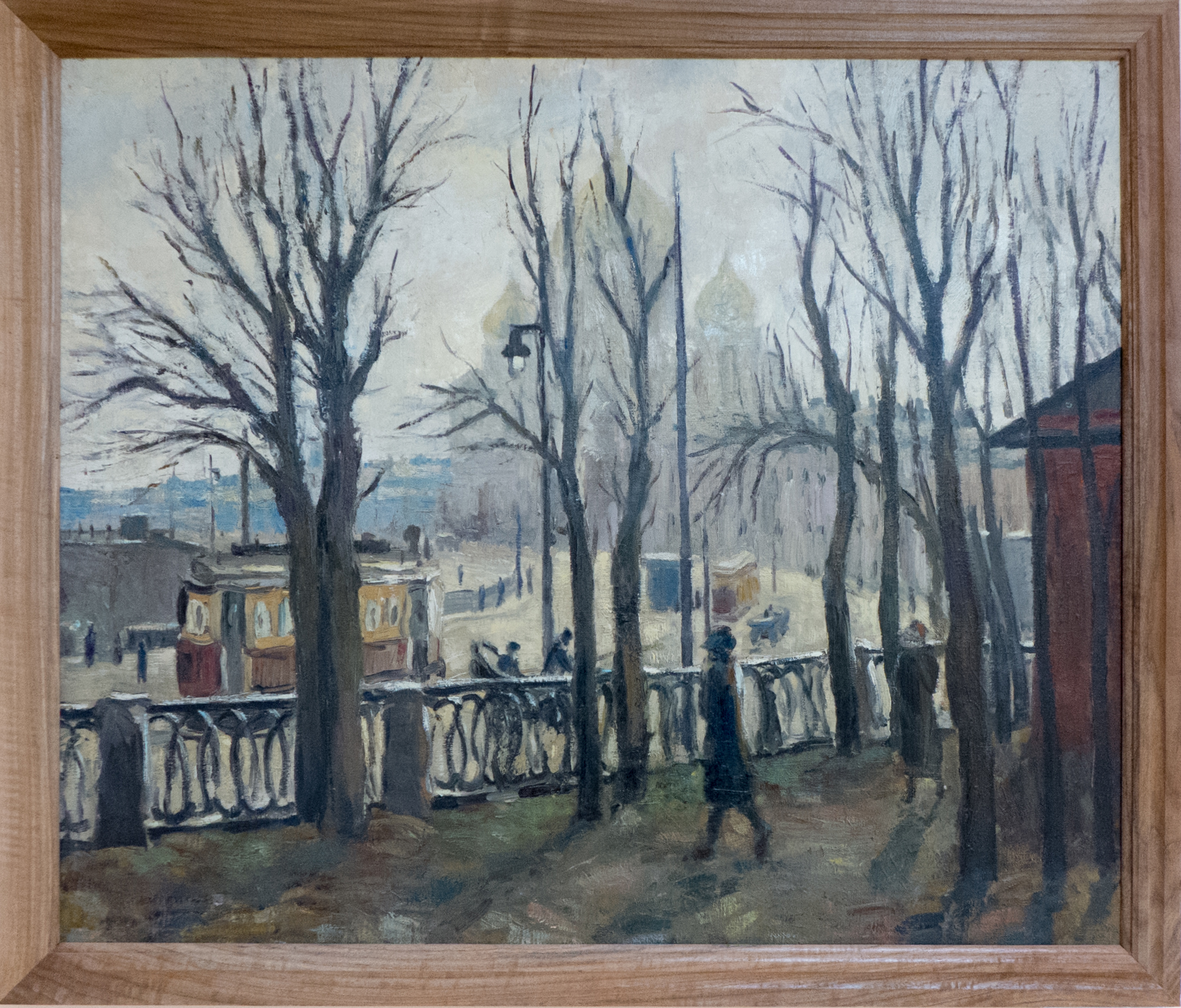
Михаил Недбайло. «У Кропотскинских ворот. Старая Москва». СССР, РСФСР, Москва, 1927 г.
Климент Редько. «Материнство». Франция, Париж, 1928 г.
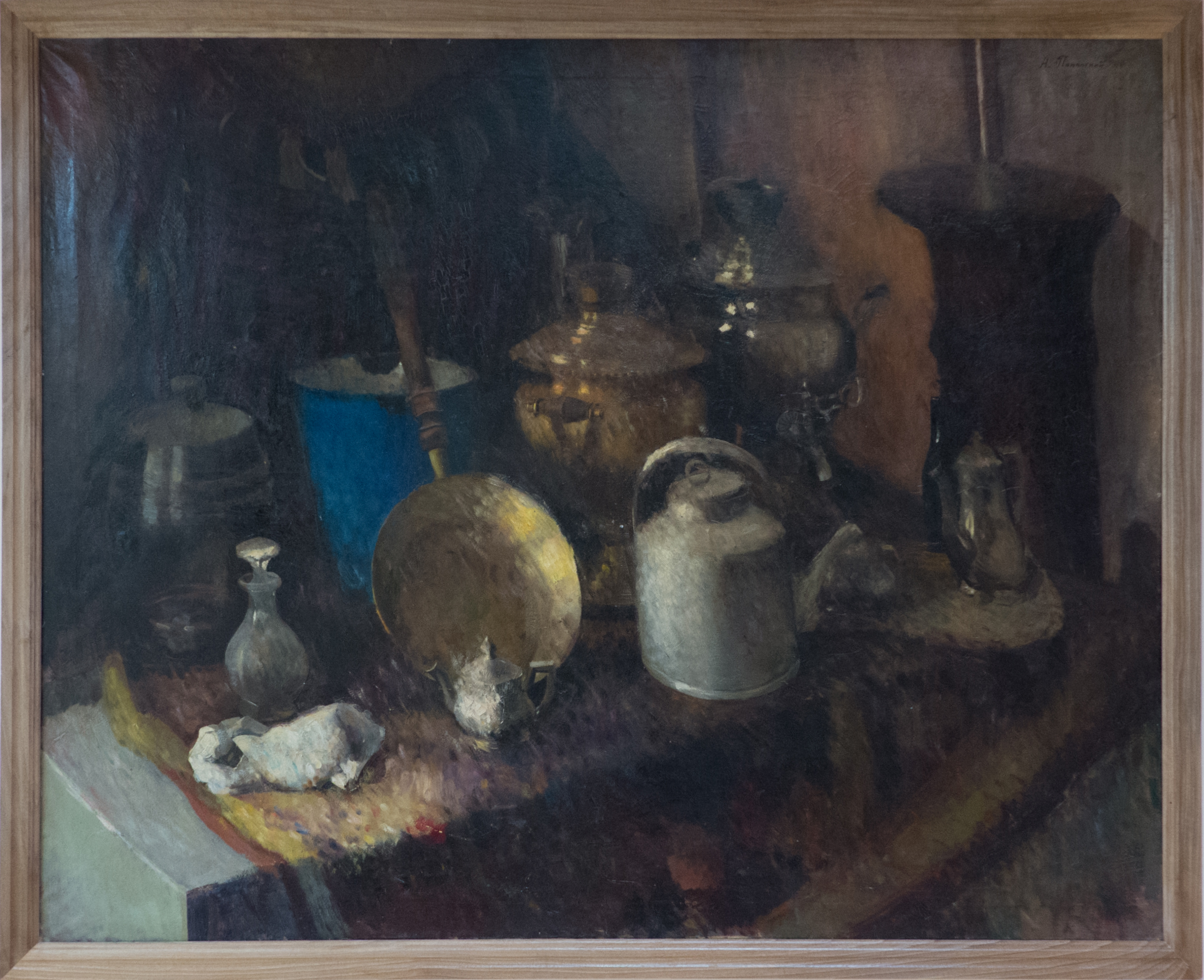
Александр Поманский. «Натюрморт с медной посудой». СССР, РСФСР, Москва, 1927-1929 гг.
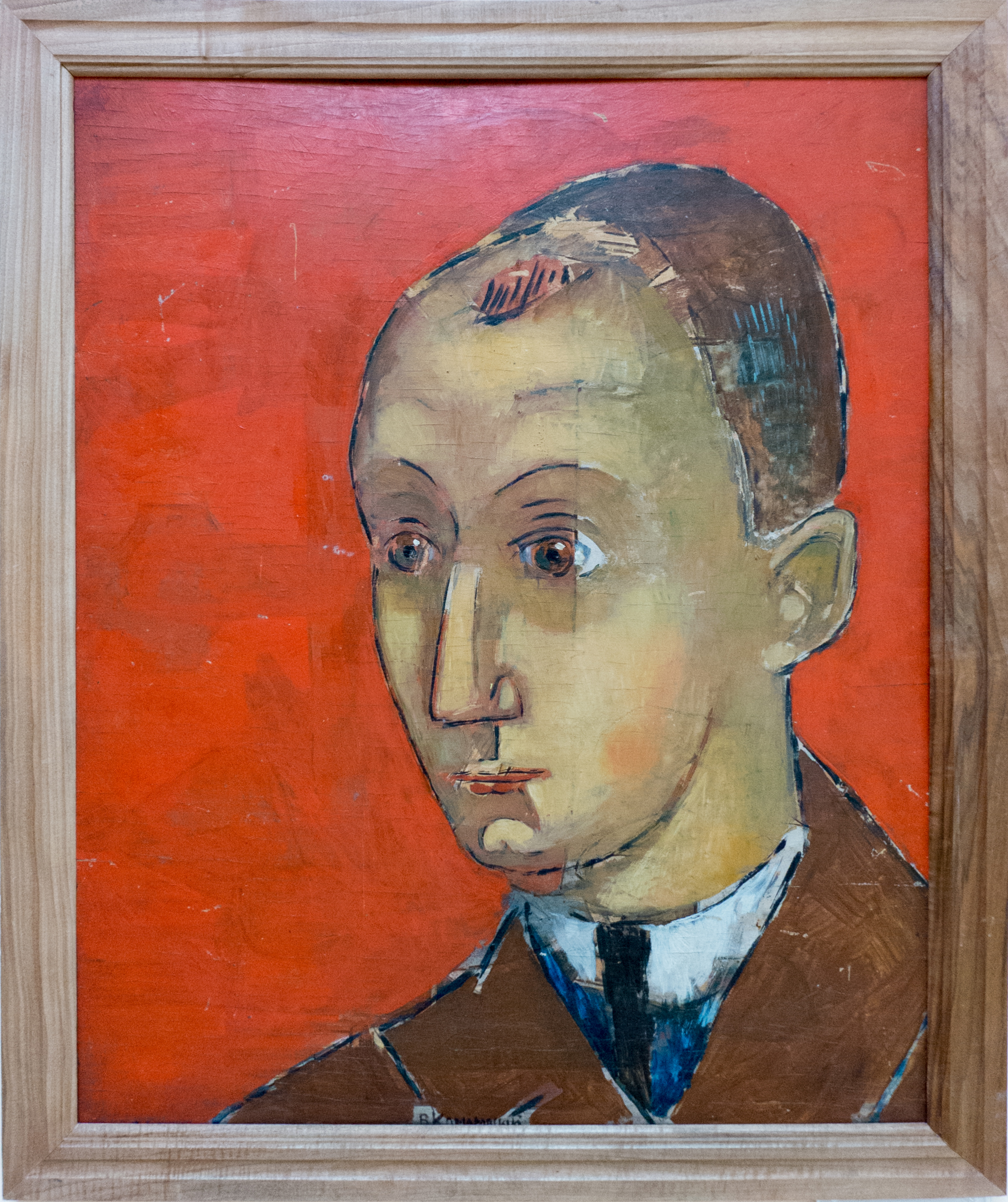
Владимир Комаровский. «Автопортрет». СССР, РСФСР, 1920-е гг.
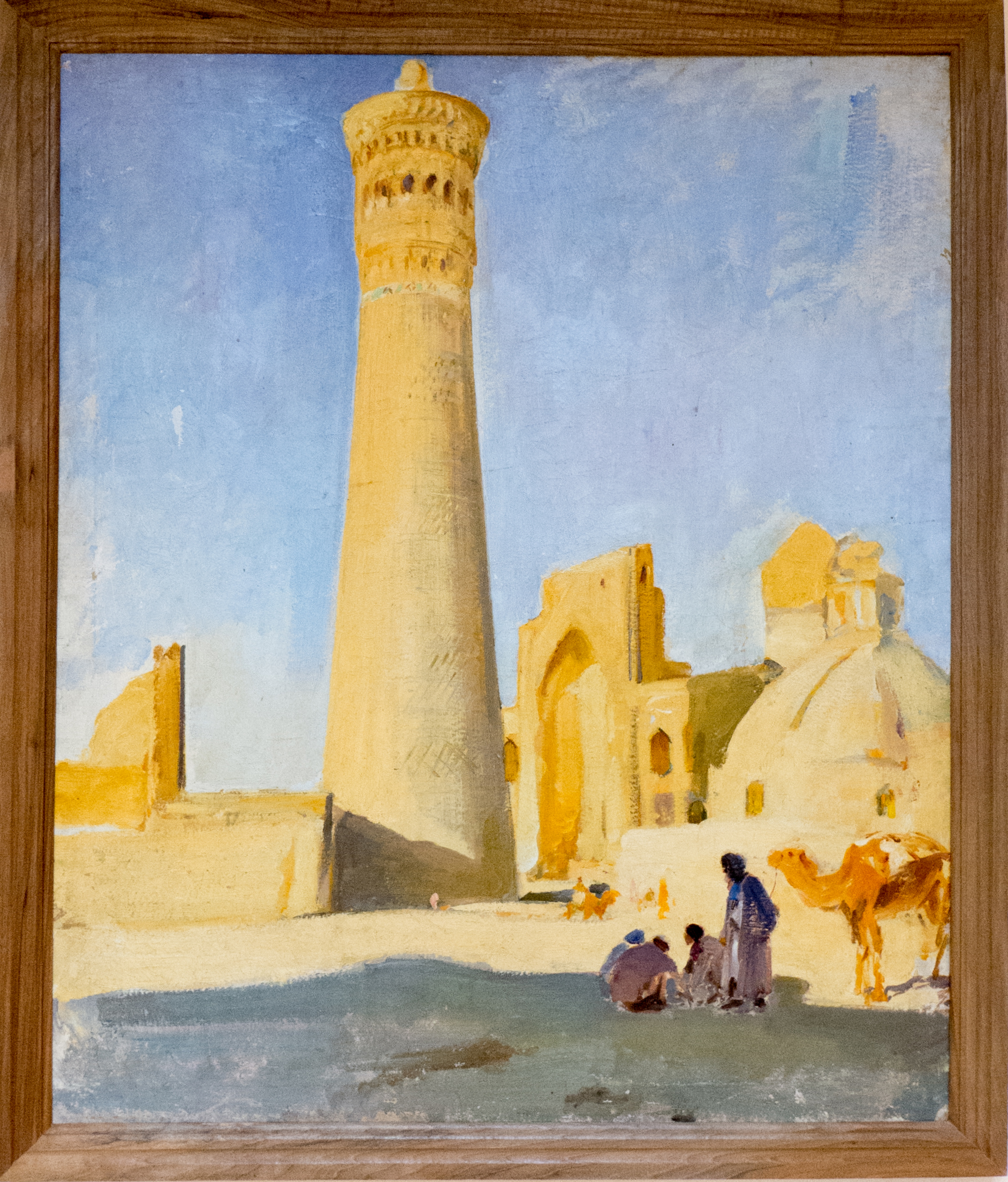
Павел Беньков. «Минарет Кальян». СССР, УзССР, Бухара, 1930 г.
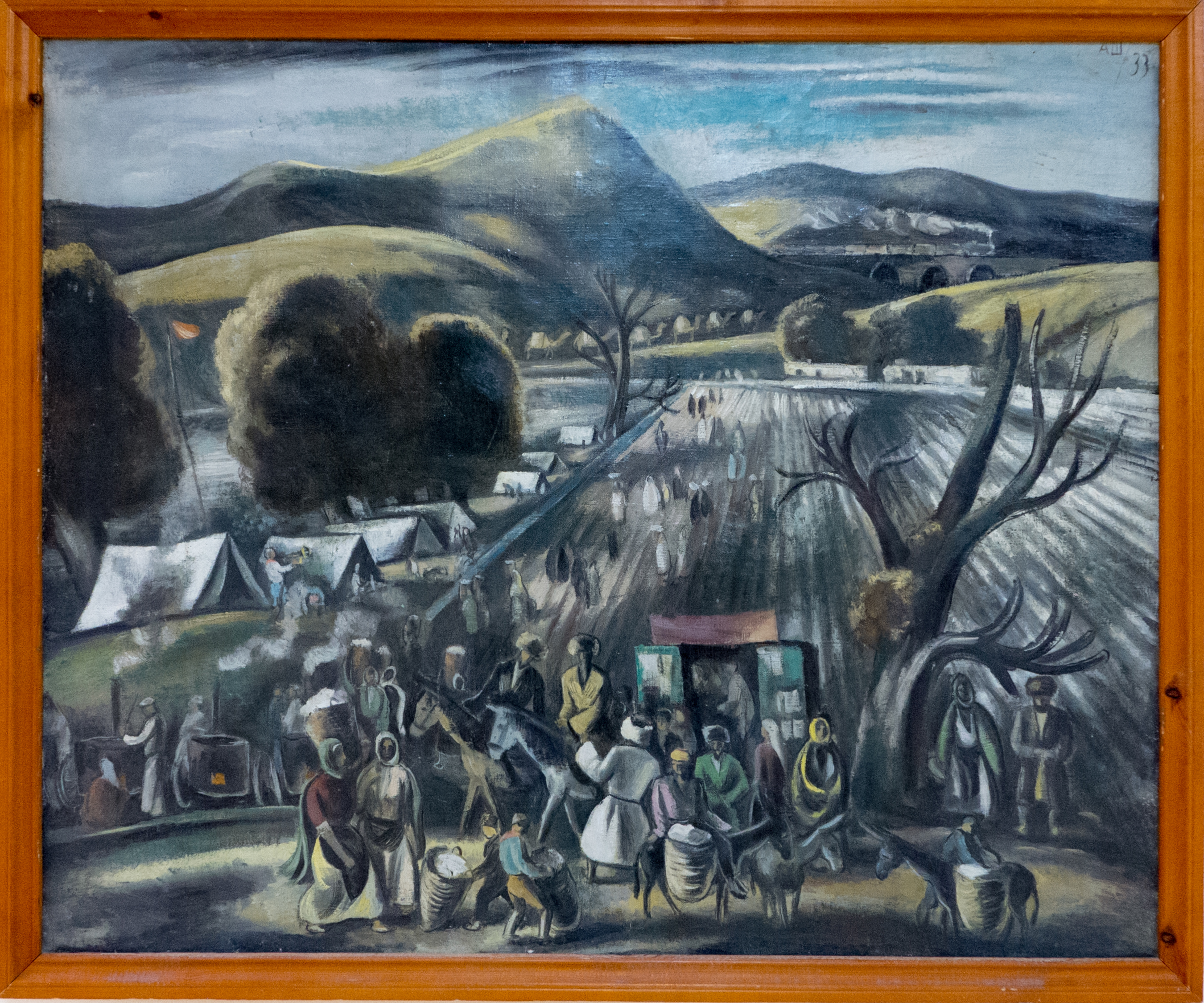
Александр Шевченко. «Дагестанский пейзаж». СССР, РСФСР, Дагестан, 1933 г.
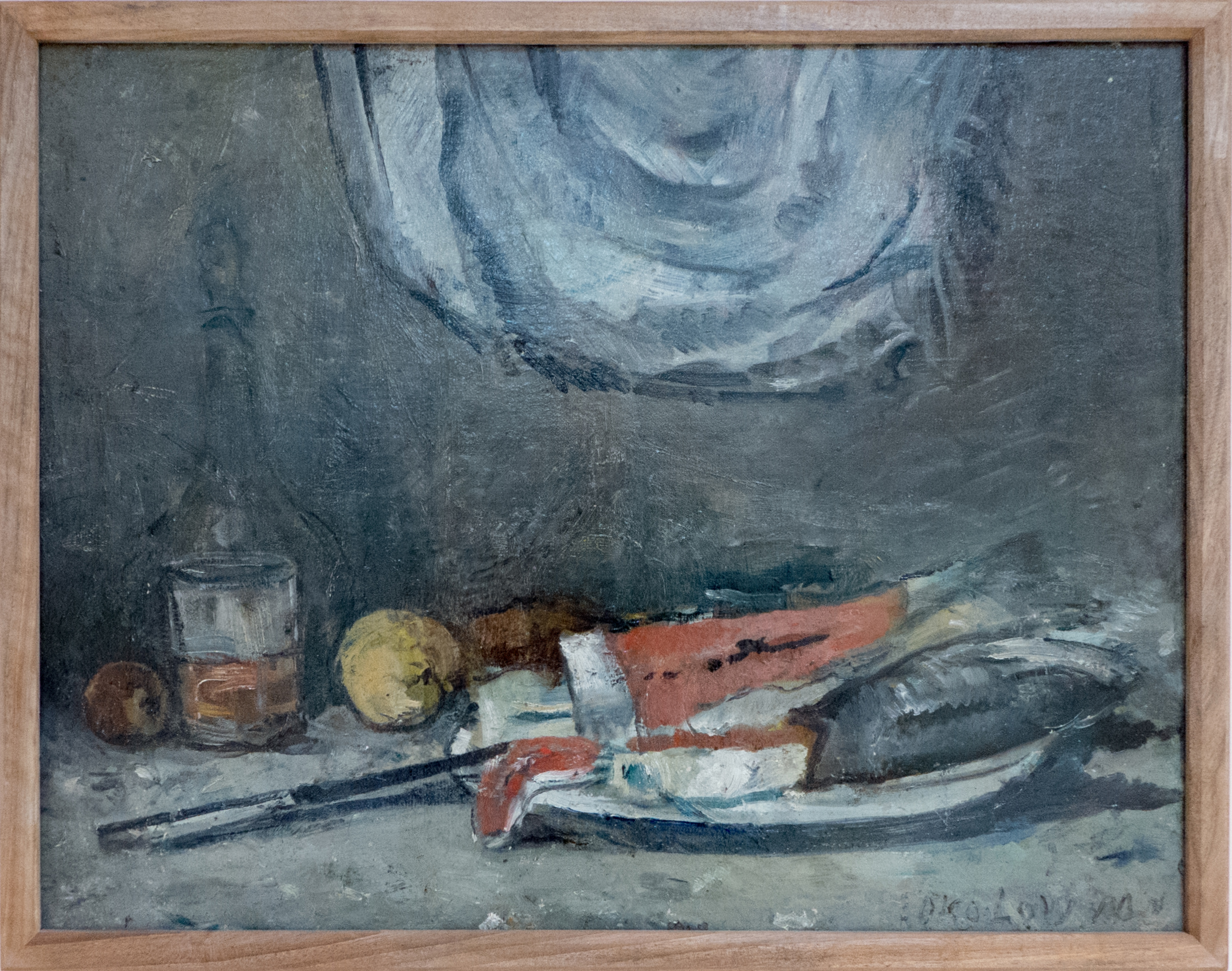
Михаил Соколов. «Натюрморт с лососем». СССР, РСФСР, Рыбинск, 1946 г.
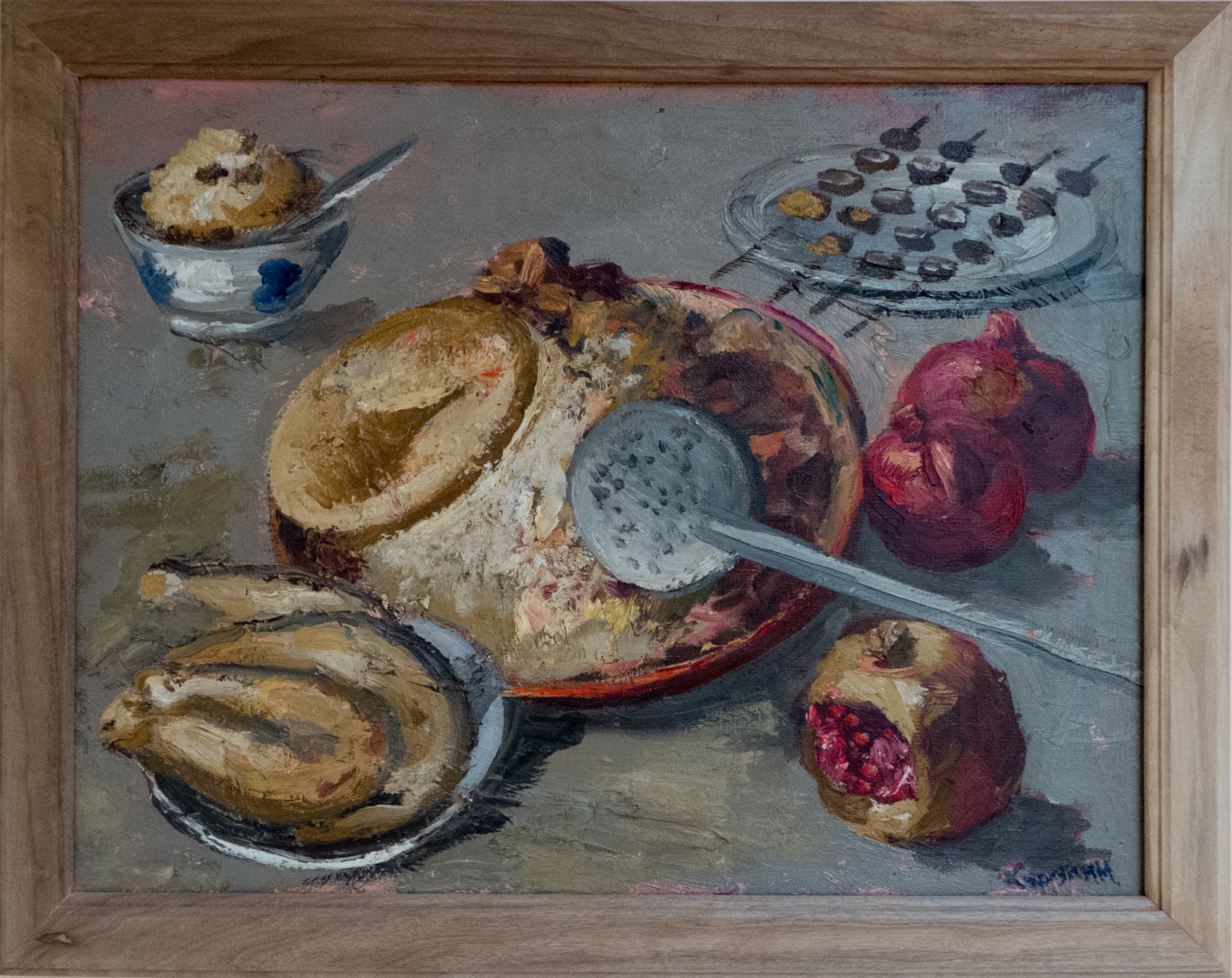
Михаил Курзин. «Натюрморт с пловом». СССР, УзССР, Ташкент, 1956-1957 гг.

По причине того, что в 2010-е годы многие музейные организации Узбекистана стали фигурантами коррупционных скандалов, коллекция русского авангарда музея имени И. В. Савицкого находится в поле внимания Обсерватории Alerte Héritage («Наследие в опасности»).